# Kazimierz Bielawski (inżynier)
Kazimierz Bielawski (ang. Casimir Bielawski) (ur. 27 lutego 1815, zm. 3 marca 1905 w San Francisco, USA) – polski i amerykański inżynier, topograf i budowniczy linii kolejowych.
Służył w armii austriackiej w randze kapitana, po rzezi galicyjskiej wyemigrował do Stanów Zjednoczonych. W 1853 zamieszkał w San Francisco, rozpoczął pracę w tamtejszym urzędzie federalnym w biurze geodezji i kartografii. Na podstawie starych hiszpańskich map i szkiców oraz własnych pomiarów i badań stworzył mapy i wyrysy topograficzne Kalifornii. W 1865 opracował mapę topograficzną środkowej części stanu Kalifornia i części stanu Nevada, która do czasów współczesnych jest uważana za jedną z najbardziej dokładnych. Najwyższy szczyt w paśmie gór Diablo Range nazwał „Copernicus Peak” (Mount Hamilton). Działał w miejscowych organizacjach polonijnych, w 1863 został pierwszym prezydentem Towarzystwa Polaków w Kalifornii, po powstaniu styczniowym włączył się w ruch emigracyjny. Do grupy tej należała m.in. Helena Modrzejewska, która w swoich wspomnieniach opisała Kazimierza Bielawskiego jako oddanego polskim emigrantom działacza społecznego. W 1877 podpisał pełnomocnictwo dla Władysława Platera, który reprezentował polską emigrację w Ameryce Północnej w czasie wojny rosyjsko-tureckiej. W 1895 wspólnie z J.D. Hofmanem i A. Poettem opublikował mapę topograficzną i drogową środkowej części stanu Kalifornii i Nevada. Kazimierz Bielawski był ateistą, a jego poglądy jemu współcześni określali jako radykalne. W uznaniu jego zasług jeden ze szczytów w hrabstwie Santa Clara nazwano Mount Bielawski. Spoczywa na Cypress Lawn Cemetery sektor C, kwatera 3, rząd 69, grób 11.